# 薩科克西鎮區 (密蘇里州賈斯珀縣)
薩科克西鎮區（英語：Sarcoxie Township）是位於美國密蘇里州賈斯珀縣的一個行政鎮區。

## 地方資料
薩科克西鎮區的面積為118.14平方千米，當中陸地面積為117.00平方千米，而水域面積為1.14平方千米。根據2020年美國人口普查的數據，當地共有人口3053人，而人口密度為每平方千米25.84人。